# یواس‌اس هو (اس‌اس-۲۵۸)
یواس‌اس هو (اس‌اس-۲۵۸) (به انگلیسی: USS Hoe (SS-258)) یک زیردریایی بود که طول آن ۳۱۱ فوت ۹ اینچ (۹۵٫۰۲ متر) بود. این زیردریایی در سال ۱۹۴۲ ساخته شد.